# Never Gonna Say I'm Sorry
«Never Gonna Say I'm Sorry» (en español: Nunca voy a decir que lo siento) es una canción de la banda sueca Ace of Base. Fue lanzada en febrero de 1996 como el tercer sencillo de su álbum The Bridge.

## Historia
La canción fue escrita por el miembro de la banda Jonas Berggren, quien esperaba reproducir la trascendencia de su éxito All That She Wants. Jonas menciona específicamente las similitudes entre las dos canciones en las notas del folleto del álbum The Bridge: «Decidimos desde el principio hacer un arreglo y batería de All That She Wants porque siempre es divertido tener algo viejo en un nuevo disco».
En Europa la canción fue acompañada por una breve gira de promoción de la banda y dos vídeos alternativos. Alcanzó el número 6 en Hungría, el 12 en Dinamarca y la posición 17 en Finlandia.
En América del Norte alcanzó el puesto 6 en la lista Bubbling Under Hot 100 Singles de los Estados Unidos y en Canadá alcanzó el número 53 en la lista Canadian Hot 100. En los Estados Unidos la única promoción consistía en pequeñas pegatinas mal escritas en el empaque del CD, aunque la compañía discográfica envió copias promocionales de Sweetbox Radio Mix a las estaciones de radio. Con los miembros de la banda lejos en Europa y sin otra forma de promoción, el sencillo no logró entrar en las listas oficiales de Estados Unidos, alcanzando el puesto #106. Fue el primer sencillo de Ace of Base en no lograr entrar en el Top 40 de los Estados Unidos.

## Crítica
J. D. Considine del diario estadounidense The Baltimore Sun dijo: Never Gonna Say I'm Sorry" "encabeza su arreglo al estilo de All That She Wants con una voz tan teñida de arrepentimiento que es difícil no hacer un guiño a la ironía en líneas como "Te haré feliz, te haré reír". Larry Flick para Billboard describió la canción como: «Una sabia elección de sencillos del álbum actual, The Bridge, lleva a este cuarteto sueco de vuelta a donde comenzaron, cantando sobre una brillante melodía de reggae/pop que instantáneamente desencadena recuerdos del éxito All That She Wants. Funcionó una vez y es muy probable que vuelva a funcionar. Incluso los críticos más duros tendrán que admitir que el sonido es instantáneamente memorable».
Dave Sholin del Gavin Report comentó: «al proporcionar al planeta todo lo que quiere en el ámbito de la música pop, este cuarteto sueco aún no ha decepcionado a su creciente legión de fanáticos. Gracias al poder creativo de Jonas Berggren, el sonido de Ace of Base se mantiene distintivo sin volverse rancio. Los primeros giros pintan un futuro positivo para el número tres de The Bridge"». Robbie Daw de Idolator lo describió como una melodía hinchable. Brian Gnatt de The Michigan Daily declaró: «la canción continúa con el buen estilo familiar».
La revista paneuropea Music & Media la señaló: «una melodía de baile de medio tiempo con un ritmo dominante y profundo y las melodías hinchables que se han convertido en la marca musical de Ace of Base. Corto y ágil, este sencillo se puede tocar en cualquier momento del día». Bob Waliszewski de Plugged In comentó en su reseña: «la cantante se niega a comprometer quién es». Chuck Campbell de E. W. Scripps Company escribió: «Never Gonna Say I'm Sorry es una reelaboración sin disculpas y propulsiva de All That She Wants de la banda. Puede ser otro éxito».

## Rendimiento en listas
No alcanzó el mismo nivel de éxito que "Lucky Love" y "Beautiful Life", pero fue un éxito. Logró entrar en el Top 10 en Hungría, donde alcanzó el número 6. Además, el sencillo fue un éxito Top 20 en Dinamarca y Finlandia, un éxito Top 30 en la Suecia natal de la banda y un éxito Top 40 en Islandia. No entró en el UK Singles Chart en el Reino Unido, pero alcanzó el puesto número 78 en el Eurochart Hot 100.
Fuera de Europa, "Never Gonna Say I'm Sorry" alcanzó el número 7 en el RPM Dance Chart y el número 53 en el Canadian Hot 100 en Canadá, el número 6 en el Billboard Bubbling Under Hot 100 Singles y el número 18 en el Billboard Hot Dance Music/Maxi-Singles Sales en los Estados Unidos, el número 18 en Chile y el número 79 en Australia.

## Videoclip
El vídeo musical fue dirigido por el británico Richard Heslop. Incluye imágenes generadas por computadora y efectos de espejo diseñados para hacer que se sienta como una casa de diversión, como hizo ABBA para su canción SOS. En los Estados Unidos el videoclip nunca fue lanzado, ya que Arista Records no estaba satisfecho con el mismo y optó por no lanzar uno para acompañar el lanzamiento del sencillo.
Aunque la versión estadounidense del vídeo de Lucky Love fue filmada más tarde, Never Gonna Say I'm Sorry fue cronológicamente el último que se lanzó con la mayor participación de Linn Berggren.
Fue subido a YouTube de manera oficial en enero de 2015 y para abril de 2022 contaba más de 19.2 millones de visualizaciones.

## Posicionamiento en listas
| Listas 1996                                   | Máxuna posición |
| --------------------------------------------- | --------------- |
| Alemania (Offizielle Deutsche Charts)         | 44              |
| Australia (ARIA)                              | 79              |
| Austria (Ö3 Austria Top 40)                   | 9               |
| Canadá (RPM)                                  | 7               |
| Chile                                         | 18              |
| Dinamarca (Tracklisten)                       | 12              |
| Estados Unidos Bubbling Under Hot 100 Singles | 6               |
| Estados Unidos (Billboard)                    | 18              |
| Europa (European Hot 100 Singles)             | 78              |
| Finlandia (OFC)                               | 17              |
| Francia (SNEP)                                | 41              |
| Hungría (Magyar Hanglemezkiadók Szövetsége)   | 6               |
| Islandia (Íslenski Listinn Topp 40)           | 40              |
| Israel (Israel Superior-30)                   | 11              |
| Países Bajos (Nederlandse Top 40)             | 16              |
| Suecia (Sverigetopplistan)                    | 124             |